# スパーフベド

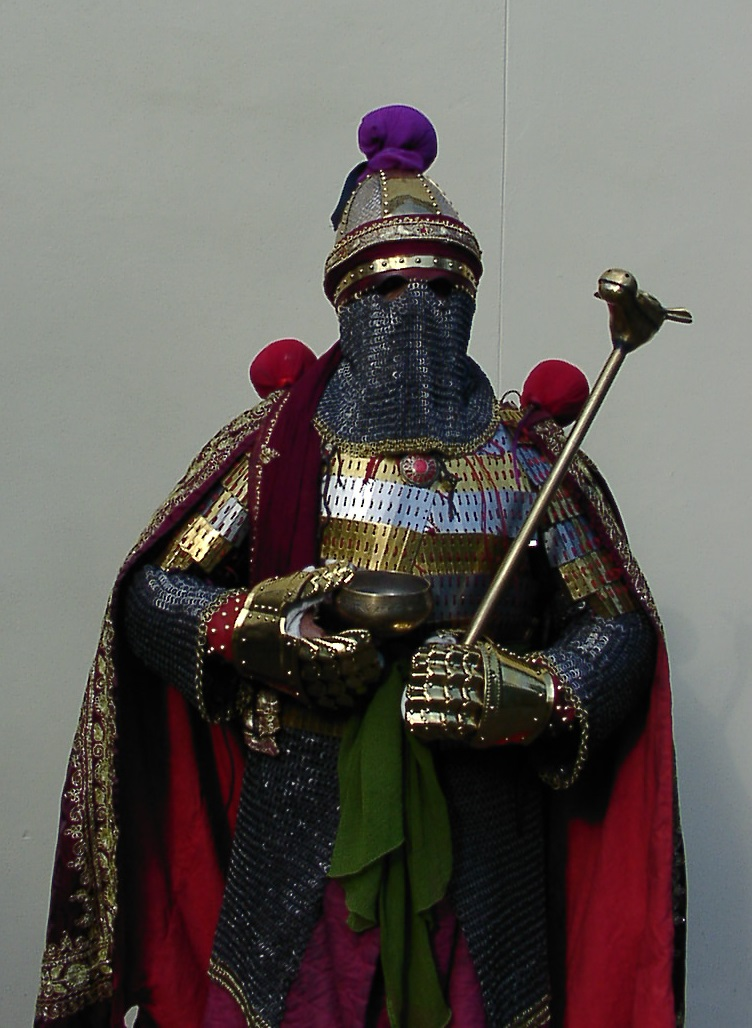
後期サーサーン朝時代の軍司令官の現代の復元

スパーフベド（パフラヴィー語: 𐭮𐭯𐭠𐭧𐭯𐭲 、Spāhbed、またはspahbod、spahbad、より古い形態ではspāhpat）は「軍司令官」を意味する中世ペルシア語の称号であり、主にサーサーン朝で用いられた。後世の記録ではホスロー1世（在位：531年-579年）時代、この役職は東西南北の基本的な方位ごとに置かれた4人のスパーフベドに分割されたとされている。イスラーム教徒のペルシア征服の後も、東方を管轄するスパーフベド職はカスピ海の南岸、タバリスターンの僻遠の山岳地帯においてその権力を維持した。イスラーム時代にはこの称号はしばしばアスパーフバド（ペルシア語: اسپهبذ/ispahbadh、アラビア語: اصبهبذ/ʾiṣbahbaḏ）という語形を取り、地域的な称号として13世紀のモンゴルの侵攻と征服まで命脈を保った。ペルシアに起源を持つ同等の称号、ispahsālārは10世紀から15世紀に、イスラーム世界全域で広く通用していた。
この称号はまた、アルメニア人（アルメニア語: սպարապետ/[a]sparapet）とグルジア人（グルジア語: სპასპეტი/spaspeti）にも採用された。また同じく中央アジアのホータンでも使用され（spāta）、ソグド人にも採用された（spʾdpt）。また、ギリシア語の史料にはアスパベデース（ἀσπαβέδης/aspabedēs）という語形で登場する。20世紀にはパフラヴィー朝によって、arteshbod（大将）に続く三星の中将相当の地位として現代ペルシア語形のسپهبد（sepahbod）の名で復活した。

## 前イスラーム期のペルシアでの使用
スパーフベドの古代ペルシア語形はスパーダパティ（spādhapati、「*spādha-：軍隊」+「*pati-：主、長」）であると想定され、軍司令官を意味していた。この称号（𐭎𐭐𐭀𐭃𐭐𐭕𐭉）はアルサケス朝でも使用され続けた。
アルサケス朝の跡を継いだサーサーン朝でもこの称号は使用された。しかしサーサーン朝期にスパーフベドという称号が使用されていたことを証明する同時代史料は非常に少なく、近年まで3世紀の碑文があるだけであった。シャープール1世の碑文に、アルダシール1世（在位：224年-240年）の時代にRaxšという名前のスパーフベドが宮廷にいたことが記され、ナルセ1世（在位：293年-303年）の碑文（パイクリ碑文）にもRaxšという名前のスパーフベドが記録されている。アルダシール1世とナルセ1世の治世は半世紀以上隔たっており、両者は同名の別人であると見られる。
ビザンツ帝国とシリア語の史料には6世紀初頭にスパーフベドの位階にあったかもしれない多数の上級役職者が記録されている。502年から506年にかけてのAnastasian戦争の間、ビザンツ帝国の諸局長官（magister officiorum）のCelerと交渉をし505年に死亡したBoes（Bōē）なる人物は、シリア語の史料ではastabed（astabid、astabad、astabadhとも綴られる）と名付けられている。この交渉を彼から引き継いだ名称不明の後継者もこのまたこの称号を負っていた。
何人かの現代の学者はastabedをビザンツ帝国の諸局長官（magister officiorum）に対応する新しい地位であり、恐らくカワード1世によってWuzurg framadar職の権威を弱めるために503年の直前に設置されたものであると解釈している。しかしこのシリア語の情報は、この名称がギリシア語の史料において二人目の交渉者にアスペベドゥス（Aspebedus）またはアスペティウス（Aspetius）という語形で割り当てられていることから、単に「spāhbed」か、または恐らく「asp(a)bed（騎兵隊長）」が訛った形態である可能性が高い。イベリア戦争（526年-532年）の間、再びBawiという名の人物が登場する。歴史家プロコピオスによれば彼はホスロー1世（在位：531年-579年）の母方のおじである。彼は527年にビザンツの使節との交渉に参加し、531年には彼はChanarangesとMermeroesと共にメソポタミア属州への侵攻を指揮した。彼は他の貴族と共にホスロー1世の兄弟のZamesを支持し、ホスロー1世を打倒する計画を首謀していたため、ホスロー1世の王位継承直後に処刑された。
この他、サーサーン朝のスパーフベドに関する情報のほとんどは滅亡後に作られた文学的記録に依存しており、実像を描き出すことは困難である。これら後世の文献はホスロー1世（在位：531年-579年）が軍制改革によって単独の最高司令官を廃し、4つの方位（kust、Šahrestānīhā ī Ērānšahrを参照、）をそれぞれ担当する以下のような4人の将軍を置いたことを記録している。このような改革は既に彼の父親であるカワード1世（在位：499年-531年）の時代には計画されていた可能性もある。
- 東のスパーフベド（kust ī khwarāsān spāhbed）
- 南のスパーフベド（kust ī nēmrōz spāhbed）
- 西のスパーフベド（kust ī khwarbārān spāhbed、）
- 北のスパーフベド（kust ī abāxtar spāhbed[10]）
  - 北のスパーフベドはアートゥルパーターカーンのスパーフベド（kust ī Ādurbādagān spāhbed'[注釈 2]）とも呼ばれた。

同時代史料の欠如のため、スパーフベド職の分割についての史実性、およびホスロー1世以後の時代にもこの区分が継続したのかについては、かつて疑問が呈されていた。しかし、近年発見された13個の印章（seals）から8人のスパーフベドの名前と、ホスロー1世と彼の後継者ホルミズド4世（在位：579年-590年）の治世の同時代史料が得られた。P. Pourshariatiは、これらのうち2つはホスロー2世（在位：590年-591年）の治世のものであると主張している。判明した8人のスパーフベドは以下の通りである。
| 名前                                                  | 任地 | 王                             | 家系           |
| ----------------------------------------------------- | ---- | ------------------------------ | -------------- |
| Chihr-Burzēn （Simah-i Burzin）                       | 東   | ホスロー1世                    | カーレーン     |
| Dād-Burzēn-Mihr （Wuzurgmihr）                        | 東   | ホルミズド4世                  | カーレーン     |
| Wahrām Ādurmāh （Bahram-i Mah Adhar）                 | 南   | ホスロー1世およびホルミズド4世 | 不明           |
| Wēh-Shāhbur                                           | 南   | ホスロー1世                    | 不明           |
| Pīrag-i Shahrwarāz （シャフルバラーズ（Shahrwarāz）） | 南   | ホスロー2世                    | ミフラーン     |
| Wistakhm （ヴィスタム）                               | 西   | ホルミズド4世およびホスロー2世 | アスパーフバド |
| Gōrgōn または Gōrgēn （Golon Mihran）                 | 北   | ホスロー1世                    | ミフラーン     |
| Sēd-hōsh （?）                                        | 北   | ホスロー1世                    | ミフラーン     |

スパーフベド（spāhbed）の地位は例えばシャフルバラーズ（Shahrwarāz、「帝国のイノシシ」）などのように他の地位や称号と兼任されていたため、この地位を持っていたその他の人々を文献史料から特定するのは困難である。シャフルバラーズのような称号は個人名として取り扱われることが多い。後世の文献における更なる混乱の原因は、この語が格下の地方支配者の地位であるマルズバーン（marzbān、境界長官、：frontier-warden、辺境伯：margrave）およびパーイゴースバーン（pāygōsbān、地方防衛官：district guardian）の同義語として使用されるようになることである。
サーサーン朝滅亡後の文学的史料の多くは最高位のスパーフベドをスパーフベダーン・スパーフベド（spāhbedān spāhbed、諸将軍の将軍）またはエーラーン・スパーフベド（Ērān-spāhbed）と呼んでいる。9世紀のムスリムの歴史家ヤアクービーの序列表によれば、この最高司令官は宮廷の位階において第5位を占めていた 。
四方の方位を冠したスパーフベドの称号は『ブンダヒシュン（Bundahišn）』『Sūr Saxwan』でしか用いられておらず、しかもkustという語は外された形態である。これはこの種の文書から歴史的情報が徐々に失われていったことを示している。
ゾロアスター教にまつわる著作『ブンダヒシュン』にはスパーフベダーン・スパーフベド（Spāhbedān spāhbed）への言及がある。この宗教的物語においてはスパーフベドにはそれぞれの星があったとされる。即ち、東のスパーフベドはTištar（シリウス）、南のスパーフベドはSadwēs（フォーマルハウトか？）、西のスパーフベドはWanand（ベガ）、北のスパーフベドはHaftōring（おおぐま座）、そしてスパーフベダーン・スパーフベドは天空の中心にある極星（The Pole star）が割り当てられていた。彼らはその星の上にオフルマズドによって任命されたという。この神話的な記述が実態をどの程度反映しているのかは明らかではない。

## イスラーム時代

### タバリスターン

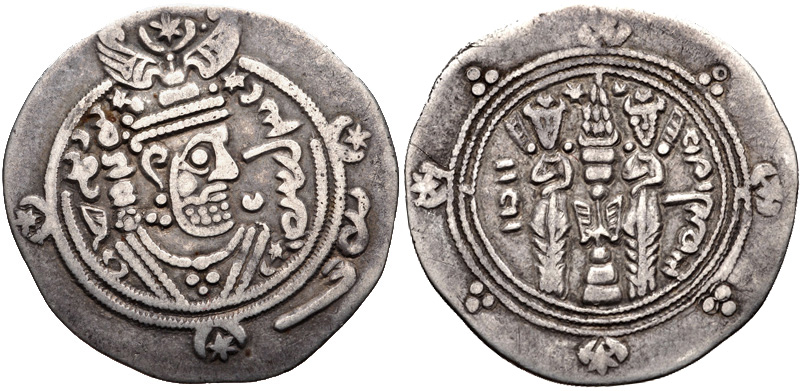
最後のDabuyid朝のアスパーフバド（ispahbadh）、タバリスターンのフルシッド（在位：740年-761年）のディルハム銀貨。

イスラーム教徒のペルシア征服の間、ホラーサーン（東）のスパーフベドは明らかにタバリスターンの山中へと後退した。彼はそこでサーサーン朝最後の王ヤズデギルド3世に自らの下へ避難するよう勧めたが、ヤズデギルド3世はこれを拒否し651年に殺害された。隣接するグルガーン地方とギーラーン地方を含むサーサーン朝の領域の旧地方支配者たちと同様に、スパーフベドはアラブ人の用語として引き継がれた。彼らはこのスパーフベドの地位にある者に毎年の貢物と引き換えにタバリスターンの実質的な独立支配者としての地位を維持することを承認した。これがDabuyid朝成立の基点となり、アッバース朝に征服されて地方領土として組み込まれる759年-761年まで彼らはタバリスターンを支配した。彼らはパフラヴィー文学の伝説と651年のサーサーン朝の滅亡から始まる暦を用いて自前のコインを造り、Gīlgīlan、Padashwargarshah（Patashwargarのシャー、Patashwargarはタバリスターンの山岳地帯の古い名前である）、そしてホラーサーンのアスパーフバド（ispahbadh）（اسپهبذ、新ペルシア語形ではspahbed）といった称号を主張した。
アスパーフバド（ispahbadh）という称号はこの地域の別系統の地方支配者であるカーレーン家によっても主張された。彼らはかつてのサーサーン朝の分流であることを主張し、自分たちをDabuyid朝の後継者であると見て、839/840年までタバリスターン中央部および東部を支配した。そして東部山岳地帯のバーワンド朝の複数の支族が13世紀のモンゴルの侵攻と征服後まで生き残った。この称号はまた、タバリスターンに隣接して住むダイラム人によって使用された。この地方の複数の後世の文書において、この称号は単に地元の首領を意味するようになっている。

### 中央アジア
ホラーサーンでは、この称号はソグド人の現地諸侯たちの間で使用され続けた。バルフのアスパーフバド（ispahbadh）は709年にal-Ishkandによって言及されており、ナサ（Nasa）のアスパーフバド（ispahbadh）は737年に言及されている。そして同じ称号が9世紀初頭にはカーブルの王と関連付けられて使用されている。1090年代、この称号はセルジューク朝の将軍の個人名Isfabadh ibn Sawtigiとして現れる。彼は一時メッカ（マッカ）の支配権を握った。

## アルメニア
パルティアのアルサケス王家の支族によって統治されていたアルメニア王国は、当初この称号を古代ペルシア語の[a]parapetの形態でアルメニア語に導入し、その後サーサーン朝の影響の下で中世ペルシア語のaspahapetの形態で再導入した。この称号はペルシアのように王の軍団の司令官のものとして使用され、マミコニアン家によって世襲された。

## グルジア（ジョージア）
隣国アルメニアのsparapetとほぼ同じ地位であるグルジアの階級のspaspetは、サーサーン朝のスパーフベドの影響の下で設立されたが、それは非世襲的な地位であり、軍事のみならず民政における権能を含んでいた点で異なっていた。
中世グルジア時代の歴代誌によると、spaspet職は紀元前3世紀の初代王パルナヴァズ1世によって導入された。この地位は様々に変更を加えられながら、19世紀初頭にロシア帝国に併合されるまで中世と近世のグルジアで生き残った。